# Sabahattin Çakmakoğlu

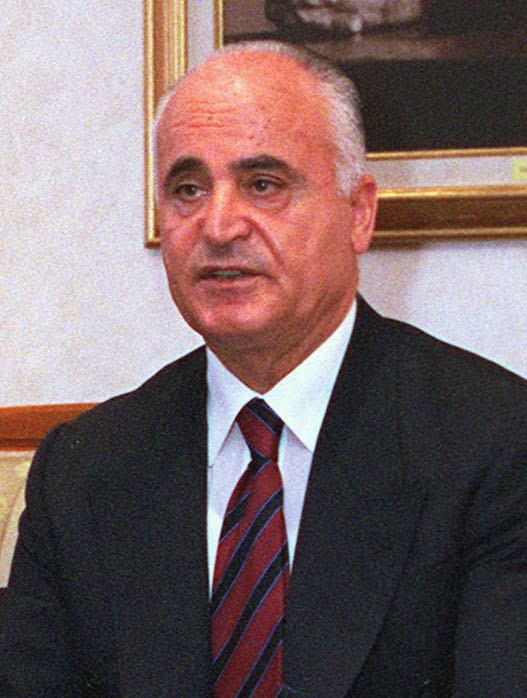
Sabahattin Çakmakoğlu

Sabahattin Çakmakoğlu (* 25. November 1930 in İncesu; † 24. Oktober 2024 in Ankara) war ein türkischer Politiker, der von 1999 bis 2002 Verteidigungsminister der Türkei war. Außerdem war er für die rechtsextreme Partei der Nationalistischen Bewegung (MHP) Präsidentschaftskandidat bei den Präsidentschaftswahlen im Jahr 2007, verlor aber gegen den AKP-Kandidaten Abdullah Gül. Zwischen 1999 und 2002 und von 2007 bis 2011 war er Abgeordneter für Kayseri in der türkischen Nationalversammlung.

## Leben
Sabahattin Çakmakoğlu wurde 1930 als Sohn von Mehmet Kemal und dessen Ehefrau Bedriye in İncesu geboren. Dort besuchte er auch die Grund- und die weiterführenden Schulen und schloss seine Schulbildung 1949 am Kayseri Lisesi ab. Anschließend studierte er bis 1953 Politikwissenschaften an der Ankara Üniversitesi. Er arbeitete dann als Beamter in der Verwaltung und schloss in dieser Zeit auch ein Studium der Rechtswissenschaften an der Universität Ankara ab. Von November 1954 bis Mai 1956 leistete er seinen Militärdienst.

### Karriere als Beamter und Gouverneur
Çakmakoğlu war dann 12 Jahre lang oberster Beamter (Kaymakam) der İlçe (Landkreis) Kozaklı, Gülşehir und Ürgüp in der Provinz Nevşehir, in Çıldır (Provinz Ardahan), Bayburt in der Provinz Gümüşhane und Ereğli in der Provinz Konya. Im Jahr 1989 wurde der İlçe Bayburt zur Provinz.
Çakmakoğlu war drei Jahre lang Gouverneur (Vali) der Provinz Ankara und war dann von 1972 bis 1975 Gouverneur von Gümüşhane. Ab 1975 war er Gouverneur der Provinz Isparta, von Februar bis August 1978 war er Gouverneur von Edirne und 1979/80 Gouverneur von Gaziantep. Von 1984 bis 1988 arbeitete er als Gouverneur von Mersin.
In den Jahren 1988 bis 1992 arbeitete Çakmakoğlu bei der Generaldirektion für Sicherheit, als Unterstaatssekretär für den Ministerpräsidenten der Türkei und als Unterstaatssekretär für den Innenminister. Im Jahr 1991 wurde er in den Hochschulrat gewählt. Nach seiner Pensionierung im Jahr 1992 wurde er Berater des türkischen Staatspräsidenten Turgut Özal.

### Innenminister
Die türkische Verfassung schrieb damals vor, dass Minister mit Parteibuch vor Parlamentswahlen ihr Amt an die zuständigen Unterstaatssekretäre abtreten müssen. So übernahm Çakmakoğlu am 30. August 1991 das Amt des Innenministers Mustafa Kalemli vor der Parlamentswahl im Oktober 1991. Er blieb im Amt, bis sich die neue Koalition aus der Partei des Rechten Weges und der Sozialdemokratischen Populistischen Partei gebildet hatte und İsmet Sezgin neuer Innenminister wurde.

### Abgeordneter und Verteidigungsminister
Çakmakoğlu trat im Juli 1993 der Mutterlandpartei (ANAP) bei, wechselte aber drei Jahre später in die nationalistische Milliyetçi Hareket Partisi (MHP). Er war Berater des Parteivorsitzenden Alparslan Türkeş bis zu dessen Tode im Jahr 1997. Am 23. November 1997 wurde Çakmakoğlu in den Parteirat der MHP gewählt und wurde stellvertretender Vorsitzender der Partei. Bei den Parlamentswahlen 1999 wurde er für Kayseri in die Große Nationalversammlung gewählt.
Die MHP wurde bei den Wahlen zweitstärkste Kraft und ging mit der Demokratischen Linkspartei und der ANAP eine Koalition ein. Çakmakoğlu wurde Minister für nationale Verteidigung und blieb bis zum 18. November 2002 im Amt. Bei der Parlamentswahl 2002 verlor er sein Abgeordnetenmandat, weil die MHP es nicht über die in der Türkei geltende Sperrklausel von 10 Prozent schaffte und damit nicht mehr in der Nationalversammlung vertreten war.
Bei der Parlamentswahl 2007 konnte die MHP mit 14,3 Prozent wieder in das Parlament einziehen und Çakmakoğlu wurde erneut Abgeordneter für Kayseri. Kurz danach wurde er erneut stellvertretender Vorsitzender seiner Partei. Die Neuwahlen mussten vorgezogen werden, weil die 11. Präsidentschaftswahl am Mindestquorum scheiterte und kein Nachfolger für Präsident Ahmet Necdet Sezer gewählt werden konnte. Nach der für die MHP erfolgreichen Parlamentswahl wurde Çakmakoğlu für seine Partei als Präsidentschaftskandidat aufgestellt. Er gewann in der ersten Runde 70 Stimmen, in der zweiten Runde 71 Stimmen und in der letzten Runde erneut 70 Stimmen und verlor gegen den AKP-Kandidaten Abdullah Gül.
Çakmakoğlu legte sein Abgeordnetenmandat vor der Parlamentswahl 2011 nieder.

## Privatleben
Çakmakoğlu war verheiratet und hatte zwei Kinder. In seiner Heimatstadt İncesu ist eine Sekundarschule nach ihm benannt: Vali Sabahattin Çakmakoğlu Ortaokulu (Gouverneur-Sabahattin-Çakmakoğlu-Schule). In der Provinz Mersin, wo Çakmakoğlu zwischen 1984 und 1988 Gouverneur war, trägt eine Grundschule seinen Namen.